# Nguyễn Đình Sở
Nguyễn Đình Sở (1929 - 2018) là nhà cách mạng và chính khách Việt Nam, Ủy viên Ban Chấp hành Trung ương Đảng khóa VI, VII, Bí thư Tỉnh ủy Hà Sơn Bình (1980-1991), Bí thư Tỉnh ủy Hà Tây (1991-1996).
Ông từng giữ các chức vụ như: Chủ nhiệm Ủy ban Kế hoạch tỉnh Hà Tây,, Ủy viên Thường vụ, Phó Chủ tịch Ủy ban nhân dân tỉnh Hà Sơn Bình (1977 - 1980), Bí thư tỉnh ủy (1980 - 1991) .
Năm 1991 khi tái lập tỉnh Hà Tây, ông giữ chức Bí thư Tỉnh ủy (1991 – 1996).
Tại Đại hội Đảng VI, VII ông được bầu làm Ủy viên Ban Chấp hành Trung ương Đảng Cộng sản Việt Nam;
Ông mất ngày 1/10/2018, thọ 89 tuổi.